# Contamine-Sarzin
Contamine-Sarzin är en kommun i departementet Haute-Savoie i regionen Auvergne-Rhône-Alpes i sydöstra Frankrike. Kommunen ligger i kantonen Frangy som tillhör arrondissementet Saint-Julien-en-Genevois. År 2022 hade Contamine-Sarzin 737 invånare.

## Befolkningsutveckling
Antalet invånare i kommunen Contamine-Sarzin
| Referens: INSEE |